# Campeonato Paulista de Futebol de 2011 - Série A1
A Primeira Divisão do Campeonato Paulista de Futebol de 2011 foi a 71.ª edição do campeonato organizado pela Federação Paulista de Futebol da principal divisão do futebol paulista. A disputa ocorreu entre 16 de janeiro e 15 de maio. Houve uma cerimônia de abertura, com a partida entre os campeões da Série A1 (Santos) e Série A2 (Linense) de 2010.
O Santos sagrou-se bicampeão paulista após eliminar a Ponte Preta, o São Paulo e derrotar o Corinthians na final do campeonato, com um empate em 0 a 0 no Pacaembu e uma vitória por 2 a 1 na Vila Belmiro.
O segundo jogo da final foi memorável para os santistas; os gols do peixe foram marcados por Arouca e Neymar (sendo que este último foi feito com a ajuda de uma grande falha do goleiro Júlio César, do Corinthians), enquanto o único gol do Timão foi marcado Morais perto do fim da partida. A final serviu como vingança pelo título que o Santos perdeu dois anos antes, diante do mesmo Corinthians.

## Regulamento
O campeão e o vice campeão ganham o direito de disputar a Copa do Brasil de 2012 (caso algum clube se classifique para a Copa Libertadores da América, a vaga será repassada ao 3º colocado e assim por diante). Além disso, os dois clubes melhores classificados que não pertençam à Série A, Série B ou a Série C garantem vaga na Série D de 2011.

### Primeira fase
O "Paulistão" é disputado por 20 clubes em turno único, onde todos jogaram entre si uma única vez. Diferentemente dos anos anteriores, neste ano se classificarão os oito melhores colocados para a fase seguinte. Os quatro últimos colocados desta fase serão rebaixados para a Série A2 de 2012.

#### Critérios de desempate
Caso haja empate de pontos entre dois clubes, os critérios de desempates são aplicados na seguinte ordem:
1. Número de vitórias
2. Saldo de gols
3. Gols marcados
4. Número de cartões vermelhos
5. Número de cartões amarelos
6. Sorteio

### Quartas de final
Os oito classificados da Primeira Fase serão divididos em quatro chaves de dois times, que jogarão uma partida na casa do clube de melhor campanha no somatório das fases anteriores, com o vencedor avançando às semifinais. Em caso de empate no tempo regulamentar, o confronto será decidido através de pênaltis.

### Semifinais
Os quatro classificados da fase anterior serão divididos em duas chaves de dois times, que jogarão uma partida na casa do clube de melhor campanha no somatório das fases anteriores, com o vencedor avançando à final. Em caso de empate no tempo regulamentar, o confronto será decidido através de pênaltis.

### Finais
Os dois classificados da fase anterior se enfrentarão em duas partidas, sendo que, o clube que teve melhor campanha no somatório das fases anteriores, tem mando de campo na 2ª partida. Em caso de empate em pontos, o primeiro critério de desempate será o saldo de gols na fase final. Caso o empate persista, o confronto será decidido através de pênaltis.

## Campeão do Interior
Assim como nos anos anteriores, haverá a disputa do título "Campeão do Interior". Após as quartas, os quatro clubes melhor classificados do "Interior" (excluindo-se os times situados na capital e o Santos) que não tenham se classificados às semifinais disputarão entre si um torneio pra determinar o Campeão do Interior. Os jogos serão em sistema de "mata-mata", com o melhor colocado do "interior" enfrentando o quarto melhor colocado do interior e com o segundo enfrentando o terceiro. Os vencedores enfrentar-se-ão na final, também em jogos de ida e volta, definindo assim o campeão.

## Participantes
| Equipe       | Cidade                | Em 2010        | Estádio                   | Capacidade | Títulos             |
| ------------ | --------------------- | -------------- | ------------------------- | ---------- | ------------------- |
| Americana1   | Americana             | 3º (Série A2)  | Décio Vitta               | 15.769     | 0 (não possui)      |
| Botafogo     | Ribeirão Preto        | 7º (Série A1)  | Santa Cruz                | 28.562     | 0 (não possui)      |
| Bragantino   | Bragança Paulista     | 16º (Série A1) | Nabi Abi Chedid           | 13.212     | 1 (1990)            |
| Corinthians  | São Paulo             | 5º (Série A1)  | Pacaembu                  | 37.952     | 26 (último em 2009) |
| Ituano       | Itu                   | 13º (Série A1) | Novelli Júnior            | 16.405     | 1 (2002)            |
| Linense      | Lins                  | 1º (Série A2)  | Gilberto Siqueira Lopes   | 15.770     | 0 (não possui)      |
| Mirassol     | Mirassol              | 14º (Série A1) | José Maria de Campos Maia | 14.534     | 0 (não possui)      |
| Mogi Mirim   | Mogi Mirim            | 12º (Série A1) | Romildão                  | 19.900     | 0 (não possui)      |
| Noroeste     | Bauru                 | 2º (Série A2)  | Alfredo de Castilho       | 16.899     | 0 (não possui)      |
| Oeste        | Itápolis              | 9º (Série A1)  | Amaros                    | 16.143     | 0 (não possui)      |
| Palmeiras    | São Paulo             | 11º (Série A1) | Pacaembu2                 | 37.952     | 22 (último em 2008) |
| Paulista     | Jundiaí               | 15º (Série A1) | Jayme Cintra              | 14.771     | 0 (não possui)      |
| Ponte Preta  | Campinas              | 10º (Série A1) | Moisés Lucarelli          | 19.728     | 0 (não possui)      |
| Portuguesa   | São Paulo             | 6º (Série A1)  | Canindé                   | 21.004     | 3 (último em 1973)  |
| Prudente     | Presidente Prudente   | 3º (Série A1)  | Prudentão                 | 44.414     | 0 (não possui)      |
| Santo André  | Santo André           | 2º (Série A1)  | Bruno José Daniel         | 15.157     | 0 (não possui)      |
| Santos       | Santos                | 1º (Série A1)  | Vila Belmiro              | 21.256     | 18 (último em 2010) |
| São Bernardo | São Bernardo do Campo | 4º (Série A2)  | Primeiro de Maio          | 15.800     | 0 (não possui)      |
| São Caetano  | São Caetano do Sul    | 8º (Série A1)  | Anacleto Campanella       | 16.744     | 1 (2004)            |
| São Paulo    | São Paulo             | 4º (Série A1)  | Morumbi                   | 67.428     | 20 (último em 2005) |

OBS: 1O Guaratinguetá anunciou em 15 de outubro de 2010 sua mudança para a cidade de Americana, passando a ser chamado pelo novo nome e com novo escudo.
2 O Estádio Palestra Itália estará em reformas até 2013. Então o Palmeiras mandará seus jogos no "Pacaembu".

## Primeira fase

### Classificação
|                               |     | Equipes 2011    | PG | J  | V  | E | D  | GP | GC | SG  | CV | CA |
| ----------------------------- | --- | --------------- | -- | -- | -- | - | -- | -- | -- | --- | -- | -- |
|                               | 1.  | São Paulo       | 41 | 19 | 13 | 2 | 4  | 39 | 19 | 20  | 2  | 41 |
|                               | 2.  | Palmeiras       | 41 | 19 | 12 | 5 | 2  | 28 | 8  | 20  | 1  | 39 |
|                               | 3.  | Corinthians     | 38 | 19 | 11 | 5 | 3  | 33 | 12 | 21  | 4  | 23 |
|                               | 4.  | Santos          | 38 | 19 | 11 | 5 | 3  | 40 | 20 | 20  | 0  | 54 |
|                               | 5.  | Ponte Preta     | 32 | 19 | 9  | 5 | 5  | 22 | 16 | 6   | 0  | 44 |
|                               | 6.  | Oeste           | 31 | 19 | 9  | 4 | 6  | 25 | 17 | 8   | 4  | 52 |
|                               | 7.  | Mirassol        | 30 | 19 | 9  | 3 | 7  | 26 | 26 | 0   | 3  | 45 |
|                               | 8.  | Portuguesa      | 28 | 19 | 8  | 4 | 7  | 24 | 23 | 1   | 1  | 38 |
|                               | 9.  | São Caetano     | 26 | 19 | 7  | 5 | 7  | 22 | 22 | 0   | 1  | 52 |
|                               | 10. | Paulista        | 25 | 19 | 7  | 4 | 8  | 23 | 24 | -1  | 2  | 30 |
|                               | 11. | Mogi Mirim      | 25 | 19 | 7  | 4 | 8  | 24 | 28 | -4  | 4  | 43 |
| Promovido da Série A2 de 2010 | 12. | Americana       | 23 | 19 | 7  | 2 | 10 | 20 | 19 | 1   | 0  | 40 |
|                               | 13. | Botafogo-SP     | 22 | 19 | 5  | 7 | 7  | 22 | 27 | -5  | 3  | 55 |
| Promovido da Série A2 de 2010 | 14. | Linense         | 21 | 19 | 6  | 3 | 10 | 23 | 31 | -8  | 3  | 39 |
|                               | 15. | Bragantino      | 19 | 19 | 5  | 4 | 10 | 21 | 30 | -9  | 3  | 65 |
|                               | 16. | Ituano          | 18 | 19 | 5  | 3 | 11 | 21 | 33 | -12 | 3  | 47 |
| Promovido da Série A2 de 2010 | 17. | São Bernardo    | 18 | 19 | 5  | 3 | 11 | 21 | 36 | -15 | 2  | 52 |
|                               | 18. | Grêmio Prudente | 17 | 19 | 4  | 5 | 10 | 21 | 35 | -14 | 2  | 52 |
| Promovido da Série A2 de 2010 | 19. | Noroeste        | 17 | 19 | 3  | 8 | 8  | 21 | 35 | -14 | 7  | 55 |
|                               | 20. | Santo André     | 15 | 19 | 2  | 9 | 8  | 14 | 29 | -15 | 2  | 43 |

## Confrontos
Para ler a tabela, a linha horizontal representa os jogos da equipe como mandante. A coluna vertical indica os jogos da equipe como visitante. Os jogos da próxima rodada estão em vermelho. Os jogos considerados "clássicos" estão em negrito. Os jogos adiados estão em azul.
| Vitória do mandante. | Vitória do visitante. | Empate. |

|                 | AMC | BOT | BRA | COR | ITU | LIN | MIR | MMI | NOR | OES | PAL | PAU | PPR | POR | GPR | SAD | SAN | SBE | SCT | SPA |
| --------------- | --- | --- | --- | --- | --- | --- | --- | --- | --- | --- | --- | --- | --- | --- | --- | --- | --- | --- | --- | --- |
| Americana       | —   | 2–1 | 1–0 | *   | 2–0 | *   | *   | 0–1 | *   | 1–1 | *   | 0–2 | *   | *   | *   | *   | 0-0 | 3–1 | *   | 3–4 |
| Botafogo RP     | *   | —   | 1–1 | 0–0 | *   | 0–4 | 3–0 | *   | 2–2 | *   | *   | 2–1 | *   | 1–4 | *   | 1–0 | *   | *   | 1–1 | 2–1 |
| Bragantino      | *   | *   | —   | 1–1 | 2–1 | *   | 1–2 | 2–3 | *   | *   | *   | 0–1 | 0–1 | *   | *   | 2–1 | 2–1 | 3–0 | *   | *   |
| Corinthians     | 1–0 | *   | *   | —   | 4–0 | *   | *   | 2–0 | 1–1 | 3–0 | *   | *   | 0–1 | 2–0 | 4–0 | *   | 3–1 | *   | 1–2 | *   |
| Ituano          | *   | 3–1 | *   | *   | —   | 3–3 | *   | 0–1 | 2–0 | 2–3 | 1–4 | *   | *   | 0–0 | *   | *   | 2–3 | 2–0 | *   | *   |
| Linense         | 0–2 | *   | 2–1 | 0–2 | *   | —   | *   | *   | 2–0 | *   | *   | 3–2 | *   | 1–3 | 0–1 | *   | 1–4 | 0–2 | *   | *   |
| Mirassol        | 2–0 | *   | *   | 2–3 | 3–0 | 2–0 | —   | *   | 2–2 | *   | 0–1 | *   | 2–1 | *   | *   | 1–1 | 0–3 | *   | 3–1 | *   |
| Mogi Mirim      | *   | 1–1 | *   | *   | *   | 0–1 | 0–1 | —   | *   | *   | 0–0 | *   | *   | 1–3 | 3–1 | 1–1 | *   | *   | 1–2 | 0–2 |
| Noroeste        | 1–5 | *   | 2–2 | *   | *   | *   | *   | 4–1 | —   | *   | 1–2 | *   | 1–0 | *   | 2–2 | 2–2 | *   | *   | 0–0 | 1-4 |
| Oeste           | *   | 1–0 | 2–0 | *   | *   | 1–0 | 0–1 | 1–1 | 4–0 | —   | 0–1 | *   | 2–1 | *   | *   | *   | 0–2 | *   | 3–0 | *   |
| Palmeiras       | 1–0 | 0–0 | 3–0 | 0–1 | *   | 3–0 | *   | *   | *   | *   | —   | 3–1 | *   | *   | 2–0 | 0–0 | *   | 2–0 | *   | *   |
| Paulista        | *   | *   | *   | 0–0 | 2–1 | *   | 0–2 | 2–3 | 0–0 | 1–0 | *   | —   | *   | 0–1 | *   | *   | *   | 1–1 | *   | 3–2 |
| Ponte Preta     | 1–0 | 3–1 | *   | *   | 1–2 | 1–1 | *   | 0–2 | *   | *   | 2–1 | 0–0 | —   | *   | 1–1 | *   | 2–2 | *   | 0–0 | *   |
| Portuguesa      | 1–0 | *   | 0–0 | *   | *   | *   | 4–1 | *   | 0–2 | 1–0 | 0–2 | *   | 1–3 | —   | *   | 0–0 | *   | 1–0 | *   | 2–3 |
| Grêmio Prudente | 1–0 | 1–1 | 2–4 | *   | 1–0 | *   | 1–1 | *   | *   | 0–2 | *   | 1–2 | *   | 3–3 | —   | *   | 2–4 | *   | *   | 0–1 |
| Santo André     | 1–0 | *   | *   | 0–2 | 1–1 | 1–1 | *   | *   | *   | 2–2 | *   | 0–4 | 0–2 | *   | 1–3 | —   | 1–1 | *   | 1–0 | *   |
| Santos          | *   | 2–1 | *   | *   | *   | *   | 3–0 | 3–1 | 2–0 | *   | 0–1 | 3–0 | *   | 3–0 | *   | *   | —   | 1–1 | 3–3 | 2–0 |
| São Bernardo    | *   | 0–2 | *   | 2–2 | *   | *   | 4–1 | 2–4 | 2–0 | 0–2 | *   | *   | 0–1 | *   | 3–1 | 2–1 | *   | —   | *   | *   |
| São Caetano     | 0–1 | *   | 2–0 | *   | 0–1 | 0–2 | *   | *   | *   | *   | 1–1 | 2–1 | *   | 1–0 | 1–0 | *   | *   | 6–1 | —   | 0–2 |
| São Paulo       | *   | *   | 4–0 | 2–1 | 2–0 | 3–2 | 1–0 | *   | *   | 1–1 | 1–1 | *   | 0–1 | *   | *   | 3–0 | *   | 3–0 | *   | —   |

### Desempenho por rodada
Clubes que lideraram o campeonato ao final de cada rodada:
| Rodadas | Rodadas | Rodadas | Rodadas | Rodadas | Rodadas | Rodadas | Rodadas | Rodadas | Rodadas | Rodadas | Rodadas | Rodadas | Rodadas | Rodadas | Rodadas | Rodadas | Rodadas | Rodadas |
| ------- | ------- | ------- | ------- | ------- | ------- | ------- | ------- | ------- | ------- | ------- | ------- | ------- | ------- | ------- | ------- | ------- | ------- | ------- |
| 1       | 2       | 3       | 4       | 5       | 6       | 7       | 8       | 9       | 10      | 11      | 12      | 13      | 14      | 15      | 16      | 17      | 18      | 19      |
| SAN     | SAN     | SAN     | SAN     | SAN     | PAL     | PAL     | PAL     | PAL     | MIR     | COR     | SPA     | SPA     | SPA     | COR     | PAL     | PAL     | PAL     | SPA     |

Clubes que ficaram na Lanterna no campeonato ao final de cada rodada:
| Rodadas | Rodadas | Rodadas | Rodadas | Rodadas | Rodadas | Rodadas | Rodadas | Rodadas | Rodadas | Rodadas | Rodadas | Rodadas | Rodadas | Rodadas | Rodadas | Rodadas | Rodadas | Rodadas |
| ------- | ------- | ------- | ------- | ------- | ------- | ------- | ------- | ------- | ------- | ------- | ------- | ------- | ------- | ------- | ------- | ------- | ------- | ------- |
| 1       | 2       | 3       | 4       | 5       | 6       | 7       | 8       | 9       | 10      | 11      | 12      | 13      | 14      | 15      | 16      | 17      | 18      | 19      |
| SCT     | SCT     | SCT     | SCT     | PRU     | PRU     | PRU     | SBE     | PRU     | PRU     | LIN     | PRU     | PRU     | PRU     | PRU     | PRU     | PRU     | PRU     | STA     |

## Fase final
|  | Quartas de final | Quartas de final | Quartas de final |             |             | Semifinais | Semifinais | Semifinais |  |  | Final | Final  | Final | Final | Final |
|  |                  |                  |                  |             |             |            |            |            |  |  |       |        |       |       |       |
|  | 1º               | São Paulo        | 2                |             |             |            |            |            |  |  |       |        |       |       |       |
|  | 8º               | Portuguesa       | 0                |             |             |            |            |            |  |  |       |        |       |       |       |
|  | 8º               | Portuguesa       | 0                |             | 1º          | São Paulo  | 0          |            |  |  |       |        |       |       |       |
|  |                  |                  |                  |             | 1º          | São Paulo  | 0          |            |  |  |       |        |       |       |       |
|  |                  | 4º               | Santos           | 2           |             |            |            |            |  |  |       |        |       |       |       |
|  | 4º               | 4º               | Santos           | 2           | Santos      | 1          |            |            |  |  |       |        |       |       |       |
|  | 4º               |                  |                  |             | Santos      | 1          |            |            |  |  |       |        |       |       |       |
|  | 5º               | Ponte Preta      | 0                |             |             |            |            |            |  |  |       |        |       |       |       |
|  |                  |                  |                  |             |             |            |            |            |  |  | 4º    | Santos | 0     | 2     |       |
|  |                  |                  | 3º               | Corinthians | 0           | 1          |            |            |  |  |       |        |       |       |       |
|  | 2º               | Palmeiras        | 2                |             |             |            |            |            |  |  |       |        |       |       |       |
|  | 7º               | Mirassol         | 1                |             |             |            |            |            |  |  |       |        |       |       |       |
|  | 7º               | Mirassol         | 1                |             | 2º          | Palmeiras  | 1 (5)      |            |  |  |       |        |       |       |       |
|  |                  |                  |                  |             | 2º          | Palmeiras  | 1 (5)      |            |  |  |       |        |       |       |       |
|  |                  | 3º               | Corinthians      | 1 (6)       |             |            |            |            |  |  |       |        |       |       |       |
|  | 3º               | 3º               | Corinthians      | 1 (6)       | Corinthians | 2          |            |            |  |  |       |        |       |       |       |
|  | 3º               |                  |                  |             | Corinthians | 2          |            |            |  |  |       |        |       |       |       |
|  | 6º               | Oeste            | 1                |             |             |            |            |            |  |  |       |        |       |       |       |

### Quartas de final
| Mandante    | Placar | Visitante   |
| ----------- | ------ | ----------- |
| São Paulo   | 2–0    | Portuguesa  |
| Santos      | 1–0    | Ponte Preta |
| Palmeiras   | 2–1    | Mirassol    |
| Corinthians | 2–1    | Oeste       |

| 23 de abril | Santos     | 1 – 0 | Ponte Preta | Vila Belmiro, Santos                          |
| 16:00       | Neymar 21' |       |             | Público: 11,225 Árbitro: SP Rodrigo Braghetto |

| 23 de abril | Corinthians              | 2 – 1 | Oeste              | Pacaembu, São Paulo                               |
| 18:30       | Liedson 9' · Willian 65' |       | 45+1' Fábio Santos | Público: 31,192 Árbitro: SP Sálvio Spinola (FIFA) |

| 24 de abril | São Paulo                   | 2 – 0 | Portuguesa | Arena Barueri, Barueri                                |
| 16:00       | Ilsinho 40' · Dagoberto 80' |       |            | Público: 11,134 Árbitro: SP Aurélio Sant'Anna Martins |

| 24 de abril | Palmeiras                        | 2 – 1 | Mirassol       | Pacaembu, São Paulo                                   |
| 18:30       | Valdivia 10' · Márcio Araújo 56' |       | 40' Marcelinho | Público: 16,653 Árbitro: SP Guilherme Ceretta de Lima |

### Semifinais
| Mandante  | Placar        | Visitante   |
| --------- | ------------- | ----------- |
| São Paulo | 0–2           | Santos      |
| Palmeiras | 1–1 (5–6 pen) | Corinthians |

| 30 de abril | São Paulo | 0 – 2 | Santos                | Morumbi, São Paulo                        |
| 16:00       |           |       | 60' Elano · 72' Ganso | Público: 44,675 Árbitro: SP Raphael Claus |

| 1 de maio | Palmeiras         | 1 – 1 | Corinthians | Pacaembu, São Paulo                                 |
| 16:00     | Leandro Amaro 52' |       | 65' Willian | Público: 33,861 Árbitro: SP Paulo Cesar de Oliveira |

|                                                                    |       | Penalidades                                               |  |
| Kléber Marcos Assunção Márcio Araújo Luan Thiago Heleno João Vitor | 5 – 6 | Chicão Willian Fábio Santos Leandro Castán Morais Ramírez |  |

### Final
| Equipe 1    | Total | Equipe 2 | Ida   | Volta |
| ----------- | ----- | -------- | ----- | ----- |
| Corinthians | 1 – 2 | Santos   | 0 – 0 | 1 – 2 |

| 8 de maio | Corinthians | 0 – 0 | Santos | Pacaembu, São Paulo                                          |
| 16:00     |             |       |        | Público: 34,547 pagantes Árbitro: SP Cleber Wellington Abade |

| 15 de maio | Santos                  | 2 – 1 | Corinthians | Vila Belmiro, Santos                                         |
| 16:00      | Arouca 16' · Neymar 83' |       | 86' Morais  | Público: 14,322 pagantes Árbitro: SP Luiz Flávio de Oliveira |

| Campeão Paulista 2011 |
| --------------------- |
| Santos (19º título)   |

## Artilharia
| Gols | Jogador       | Time        |
| ---- | ------------- | ----------- |
| 11   | Elano         | Santos      |
| 11   | Liedson       | Corinthians |
| 10   | Anselmo Ramon | Oeste       |
| 10   | Fábio Santos  | Oeste       |
| 9    | Anselmo Tadeu | Botafogo-SP |
| 9    | Dagoberto     | São Paulo   |
| 8    | Eduardo       | São Caetano |
| 8    | Kléber        | Palmeiras   |
| 8    | Xuxa          | Mirassol    |

## Seleção do campeonato
| Posição          | Jogador             | Clube       |
| Goleiro          | Rogério Ceni        | São Paulo   |
| Lateral-direito  | Cicinho             | Palmeiras   |
| Zagueiro         | Edu Dracena         | Santos      |
| Zagueiro         | Chicão              | Corinthians |
| Lateral-esquerdo | Léo                 | Santos      |
| Volante          | Ralf                | Corinthians |
| Meia             | Elano               | Santos      |
| Meia             | Lucas Moura         | São Paulo   |
| Atacante         | Kléber              | Palmeiras   |
| Atacante         | Neymar              | Santos      |
| Atacante         | Liedson             | Corinthians |
| Treinador        | Luiz Felipe Scolari | Palmeiras   |
| ---------------- | ------------------- | ----------- |

- Craque do Campeonato: Neymar (Santos)

Fonte:

## Maiores públicos
| Nº | Público* | Mandante    | Placar | Visitante   | Local    | Data            |
| -- | -------- | ----------- | ------ | ----------- | -------- | --------------- |
| 1  | 44.675   | São Paulo   | 0–2    | Santos      | Morumbi  | 30 de abril     |
| 2  | 34.547   | Corinthians | 0–0    | Santos      | Pacaembu | 8 de maio       |
| 3  | 33.861   | Palmeiras   | 1–1    | Corinthians | Pacaembu | 1 de maio       |
| 4  | 28.025   | Corinthians | 2–1    | Oeste       | Pacaembu | 23 de abril     |
| 5  | 26.238   | São Paulo   | 1–1    | Palmeiras   | Morumbi  | 27 de fevereiro |
| 6  | 23.714   | Palmeiras   | 0–1    | Corinthians | Pacaembu | 6 de fevereiro  |
| 7  | 22.472   | Corinthians | 2–0    | Portuguesa  | Pacaembu | 16 de janeiro   |
| 8  | 19.448   | Corinthians | 3–1    | Santos      | Pacaembu | 20 de fevereiro |
| 9  | 17.260   | Corinthians | 1–2    | São Caetano | Pacaembu | 10 de abril     |
| 10 | 16.653   | Palmeiras   | 2–1    | Mirassol    | Pacaembu | 24 de abril     |

*Considera-se apenas o público pagante.